# Playlist (pel·lícula)
Playlist és una pel·lícula de comèdia francesa dirigida per Nine Antico, estrenada el 2021 produït per Atelier de Production

## Argument
Sophie, una jove dibuixant de còmics de 26 anys que ha treballat com a cambrera fins ara, aconsegueix un CDD en una editorial molt especialitzada en còmics. Amb ganes de convertir-se en artista, viatja des del seu barri obrer fins a l'entorn cultural parisenc on gairebé se sent com a casa. Però, perduda a nivell emocional, es fa mil preguntes sobre l'amor i les relacions. La pel·lícula la segueix en un viatge amb ella mateixa, canviant d'opinió, d'aventures a històries, d'una cançó a una altra a la famosa "playlist.

## Repartiment
- Sara Forestier : Sophie
- Lætitia Dosch : Julia
- Inas Chanti: Louise, la companya de pis de la Sophie
- Pierre Lottin: Jean
- Andrànic Manet : Benjamin
- Jackie Berroyer: pare de Julia
- Grégoire Colin: Patrick conegut com a Jean-Luc
- Mathieu Lescop: François Daniel, l'autor de historietes
- Fejria Deliba: mare de Louise
- Marc Fraize: l'entrenador de primers auxilis
- Sophie Cattani: la ginecòloga
- Bertrand Belin: el narrador / el director (veu)
- Killoffer: ell mateix